# 四氢噻喃
四氢噻喃是化学式 C5H10S的杂环化合物。

## 制备
四氢噻喃可以由1,5-二溴戊烷和硫化钠反应而成：
{\displaystyle \mathrm {Br{-}(CH_{2})_{5}{-}Br+Na_{2}S\longrightarrow } } {\displaystyle \mathrm {C_{5}H_{10}S+2\ NaBr} }
它也可以由5-溴-1-戊硫醇和氢化钠反应而成：
{\displaystyle \mathrm {Br{-}(CH_{2})_{5}{-}SH+NaH\longrightarrow } } {\displaystyle \mathrm {C_{5}H_{10}S+NaBr+H_{2}\ } }
1,5-二氯戊烷和硫化钠的反应也能得到四氢噻喃。

## 反应
四氢噻喃和溴乙酸反应，生成锍盐：